# Beastie Boys

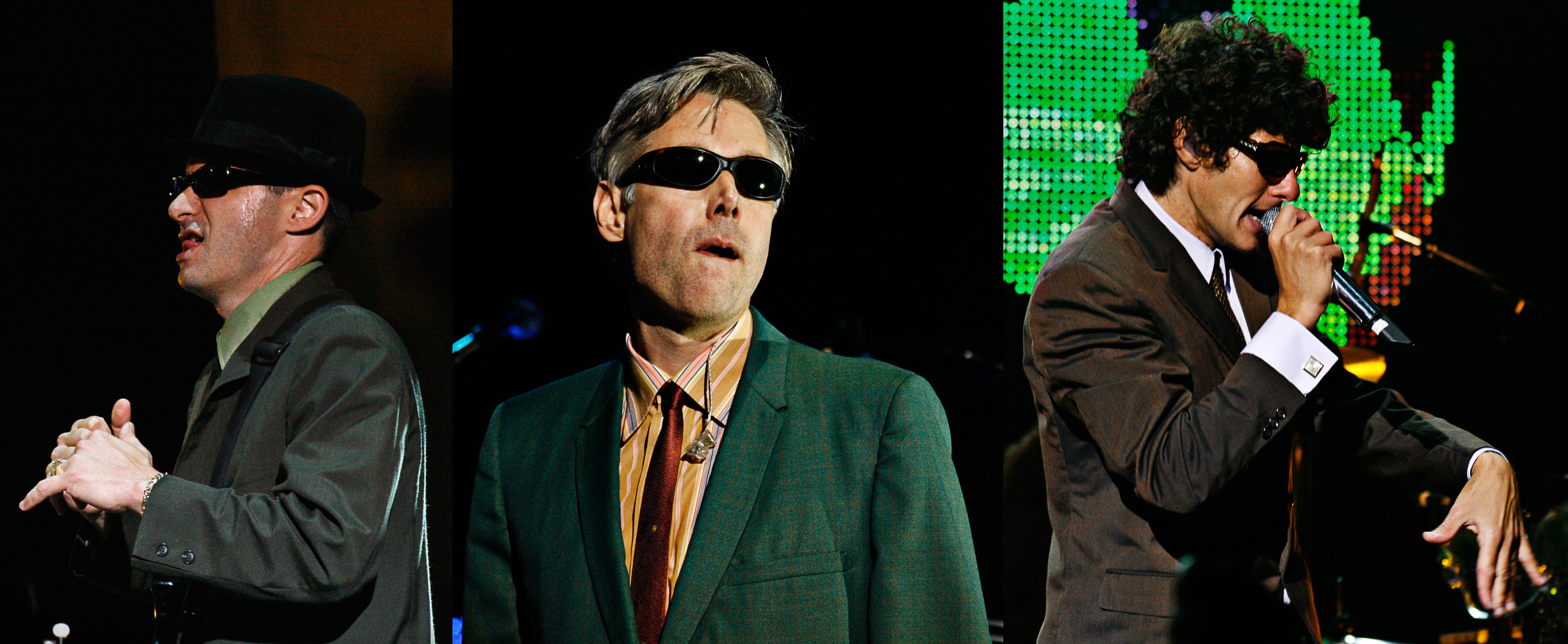
Члени гурту Beastie Boys — Адам Горовіц, Адам Яук і Майкл Даймонд, 2009 р.

Beastie Boys — американський гурт, що грає музику хіп-хоп, реп і його різновид — репкор. Заснований 1979 року в Нью-Йорку.
Хоча на початку гурт виконував хардкор-панк, 1983 року змінив стиль на реп. 1985-го колектив завоював популярність, взявши участь в турне Мадонни, що представляла свій альбом Like A Virgin.
Гурт Beastie Boys здобув три премії Ґреммі. Дві з них — 1998 року в номінації «Найкращий альбом альтернативної музики» (альбом Hello Nasty) і «найкращий реп-виступ дуетом або гуртом» (композиція «Intergalactic»). Останню премію Ґреммі здобуто 2008-го в номінації «найкращий інструментальний поп-альбом» (альбом The Mix-Up)

## Склад
- Майк Д — вокал, ударні (1981—2012)
- MCA — вокал, бас (1981—2012; помер 2012)
- Ad-Rock — вокал, гітари (1982—2012)

###### Колишні учасники
- Джон Беррі — гітара (1981—1982; помер 2016)
- Кейт Шелленбах — ударні, перкусія (1981—1984)

## Дискографія
Студійні альбоми:
- Licensed to Ill (1986)
- Paul's Boutique (1989)
- Check Your Head (1992)
- Ill Communication (1994)
- Hello Nasty (1998)
- To the 5 Boroughs (2004)
- The Mix-Up (2007)
- Hot Sauce Committee Part Two (2011)